# Pedro José Manuel Martínez de Arizala

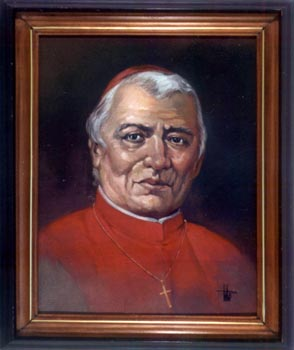
Pedro de la Santisima Trinidad

Pedro Jose Manuel Martinez de Arizala, beter bekend als Pedro de la (Santisima) Trinidad (Madrid, 28 juni 1690 - 28 mei 1755) was een Spaans rooms-katholieke geestelijke. Martinez werd in 1744 benoemd tot aartsbisschop van het aartsbisdom van Manilla.
De Franciscaan Martinez werd in 1744 benoemd tot aartsbisschop van Manilla. Bij aankomst in de Filipijnen in 1745 bleek gouverneur-generaal Gaspar de la Torre overleden te zijn. De bisschop van Nueva Segovia, Juan de Arechederra verving hem tijdelijk, omdat ook de positie van aartsbisschop van Manilla tot dan vacant was geweest. Hoewel in zo'n situatie aartsbisschop Martinez het gouverneurschap zou moeten overnemen, werd de beslissing hierover door Martinez overgelaten aan de rechters in Spanje. De uitspraak van de rechters, dat Martinez de gouverneurschap diende over te nemen, arriveerde pas na aankomst van de door de koning benoemde nieuwe gouverneur-generaal José Francisco de Obando in 1750. Zodoende bleef de bisschop van Nueva Segovia tot die tijd de interim gouverneur-generaal van de Filipijnen.
Martinez bleef aartsbisschop van Manilla tot aan zijn dood in 1755 en werd opgevolgd door Manuel Antonio Rojo del Rio Vera.